# Mavrílo (Phthiotide)
Mavrílo, en grec moderne : Μαυρίλο, est un village du dème de Makrakómi, dans le district régional de Phthiotide, en Grèce-Centrale.
Selon le recensement de 2011, la population du village s'élève à 146 habitants.